# Sand River (Ontario)
Der Sand River (französisch Rivière Sand) ist ein Zufluss des Oberen Sees in der kanadischen Provinz Ontario.
Der Sand River bildet den Abfluss des im Lake Superior Provincial Park gelegenen Sees Sand Lake. Er durchfließt den Provinzpark in südlicher Richtung und mündet nach 56 km in den Oberen See.

## Tourismus
Der Sand River ist ein beliebtes Wildwassergewässer. Eine 4–5-tägige Kanutour führt vom Sand Lake zur Flussmündung. Den Sand Lake erreicht man vom Haltepunkt der Algoma Central Railway bei Meile 136,25. Es gibt 29 markierte Portage-Stellen entlang der Flussstrecke.